# Nhà ga Banská Bystrica
Nhà ga Banská Bystrica (tiếng Slovakia: Železničná stanica Banská Bystrica) là một nhà ga tọa lạc ở thành phố Banská Bystrica, Slovakia. Nhà ga Banská Bystrica là ga đường sắt chính ở Banská Bystrica.

## Miêu tả
Có hai tuyến đường sắt gặp nhau tại nhà ga Banská Bystrica, đó là tuyến đường sắt Zvolen - Vrútky (tuyến 170) và tuyến đường sắt Banská Bystrica - Červená Skala (tuyến 172). Cả hai tuyến này đều là đường đơn.

## Lịch sử
Tuyến 170 được điện khí hóa ở đoạn Zvolen - Banská Bystrica bằng hệ thống 25 kV 50 Hz. Quá trình điện khí hóa diễn ra từ tháng 11 năm 2004 đến tháng 3 năm 2007. Trong khu vực lân cận của nhà ga, một khu phức hợp bến xe mới với trung tâm mua sắm Terminal được xây dựng từ năm 2015 đến năm 2017. Khu phức hợp này được khai trương vào ngày 21 tháng 9 năm 2017. Không có rào chắn giữa khu phức hợp với tòa nhà của ga đường sắt.
Ban đầu, nhà ga Banská Bystrica được xây dựng vào năm 1874 trên tuyến đường sắt chạy qua Zvolen. Nhà ga chính tọa lạc trên địa điểm đó (hiện nay là nhà hàng Srdiečko) cho đến giữa thập niên 1950.